# Сан-Педро (Філіппіни)
Сан-Педро (тагал. Lungsod ng San Pedro) — це місто 3-го класу у провінції Лагуна, Філіппіни. За даними перепису населення 2020 року, його населення становить 326 001 чоловік.
Сан-Педро називають «місцем гуртожитків» Національного столичного регіону, а мігранти з інших провінцій щодня їздять на роботу через його високоефективну дорожню та транспортну систему. Незважаючи на те, що Сан-Педро є однією з найменших політичних одиниць у всій провінції із загальною площею всього 24,05 км2, Сан-Педро є 5-м за чисельністю населення містом (з 6) після міст Каламба, Санта-Роза, Біньян та Кабуяо. Місто також має найвищу щільність населення в провінції Лагуна і в усьому регіоні Калабарсон, 14 000 осіб/км2. Як муніципалітет першого класу, він став компонентом міста Лагуна на підставі RA 10420 від 27 березня 2013 року.

## Назва
Місто носить назву на честь свого покровителя, апостола Петра.

## Транспорт
Сан-Педро проходить по швидкісній автомагістралі Південного Лусона, яка приблизно проходить через центр міста.
Сан-Педро знаходиться на кінцевій зупинці численних міських автобусних маршрутів, а Центральний автовокзал знаходиться в комплексі Pacita. По шосе курсують джипні, а також є джипні, які з'єднують барангаї на захід. Більша частина міста обслуговується триколісними велосипедами.
Приміська лінія метро PNR обслуговує місто з двома станціями: Сан-Педро (у Барангай-Сан-Вісенте) і Головні ворота Пасіта (у Нуева).

## Охорона здоров'я
По всьому місту медична допомога в основному надається в центрах здоров’я Барангая в кожному Барангаї. Крім того, місцеві та міжнародні організації керують і забезпечують декілька медичних місій. Найбільші лікарні міста:
- Jose L. Amante Emergency Hospital (Barangay Santo Niño)
- Gavino Alvarez Lying-In Center (Barangay Narra)
- San Pedro Doctors Hospital (Manila South Road-Landayan)
- Divine Mercy Hospital (Guevara Subd.)
- Westlake Medical Center (Manila South Road-Pacita Complex)
- Evangelista Medical Specialty Hospital (Macaria Ave.-Pacita Complex)
- Family Care Hospital (Macaria Ave.-Pacita Complex)

## Політика
Міські голови:
- Francisco Santiago (1725)
- Turibio Almieda (1901-1902)
- Jose Guevarra (1908-1910)
- Apolonio Morando (1910-1912)
- Jose H. Guevarra (1921-1922)
- Tiburcio Morando (1916-1921; 1922-1925)
- Victor Vergara (1925-1926)
- Jose Martinez (1928-1934)
- Ciriaco M. Limpiahoy (1934–1942)
- Antonio Partoza (1945)
- Benedictio Austria
- Gavino Y. Alvarez
- Mario M. Brigola (1960-1963)
- Jose L. Amante (1941; 1946-1947)
- Felicisimo "Fely" Almendrala Vierneza (1972–1986; 1998–2007)
- Ernesto Climaco (1988)
- Calixto Cataquiz (1986–1988, 1988–1998; 2007–2013)
- Lourdes S. Catáquiz (з 2013 року)

## Галерея

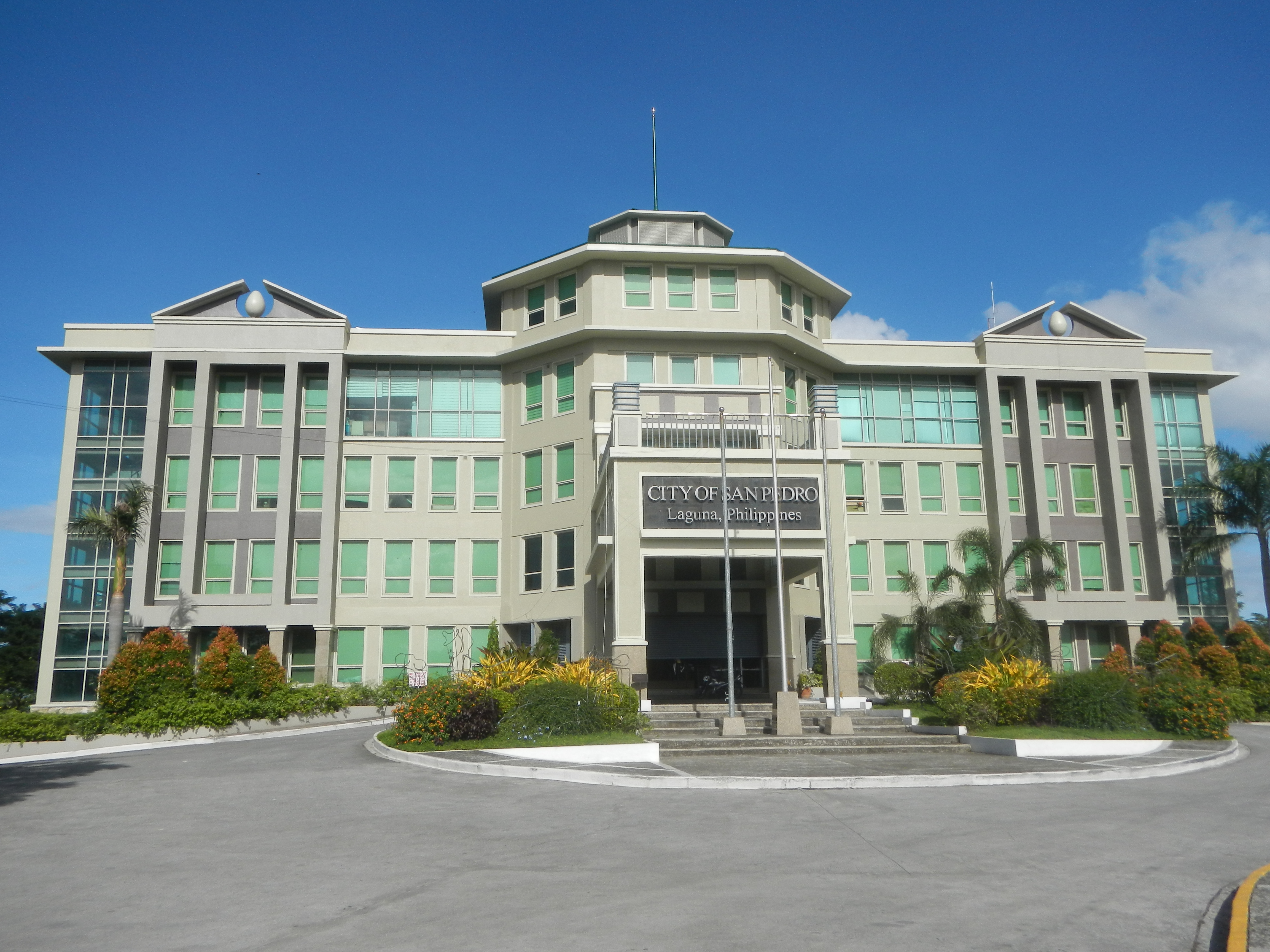
Мерія Сан-Педро
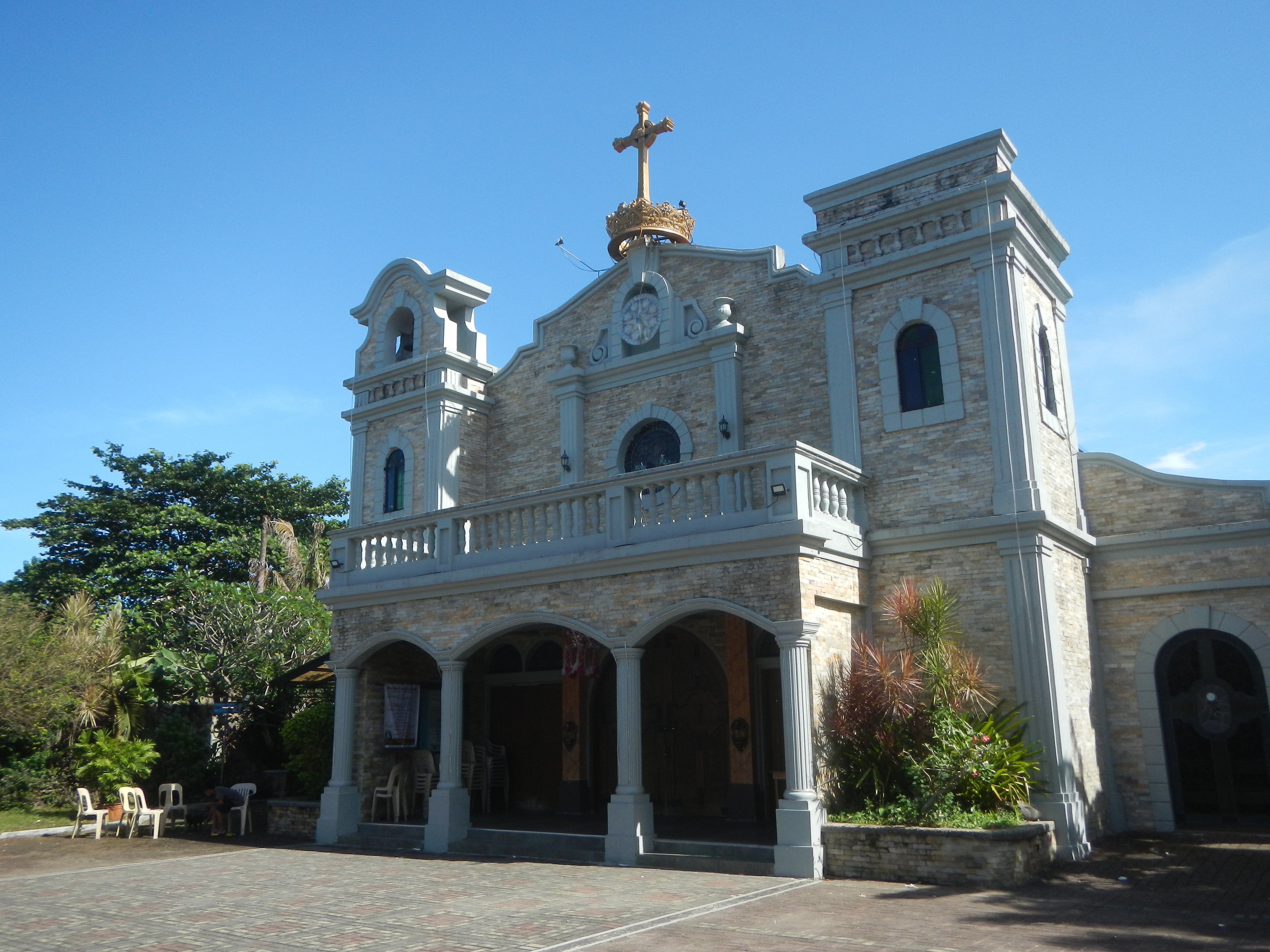
Католицька Церква
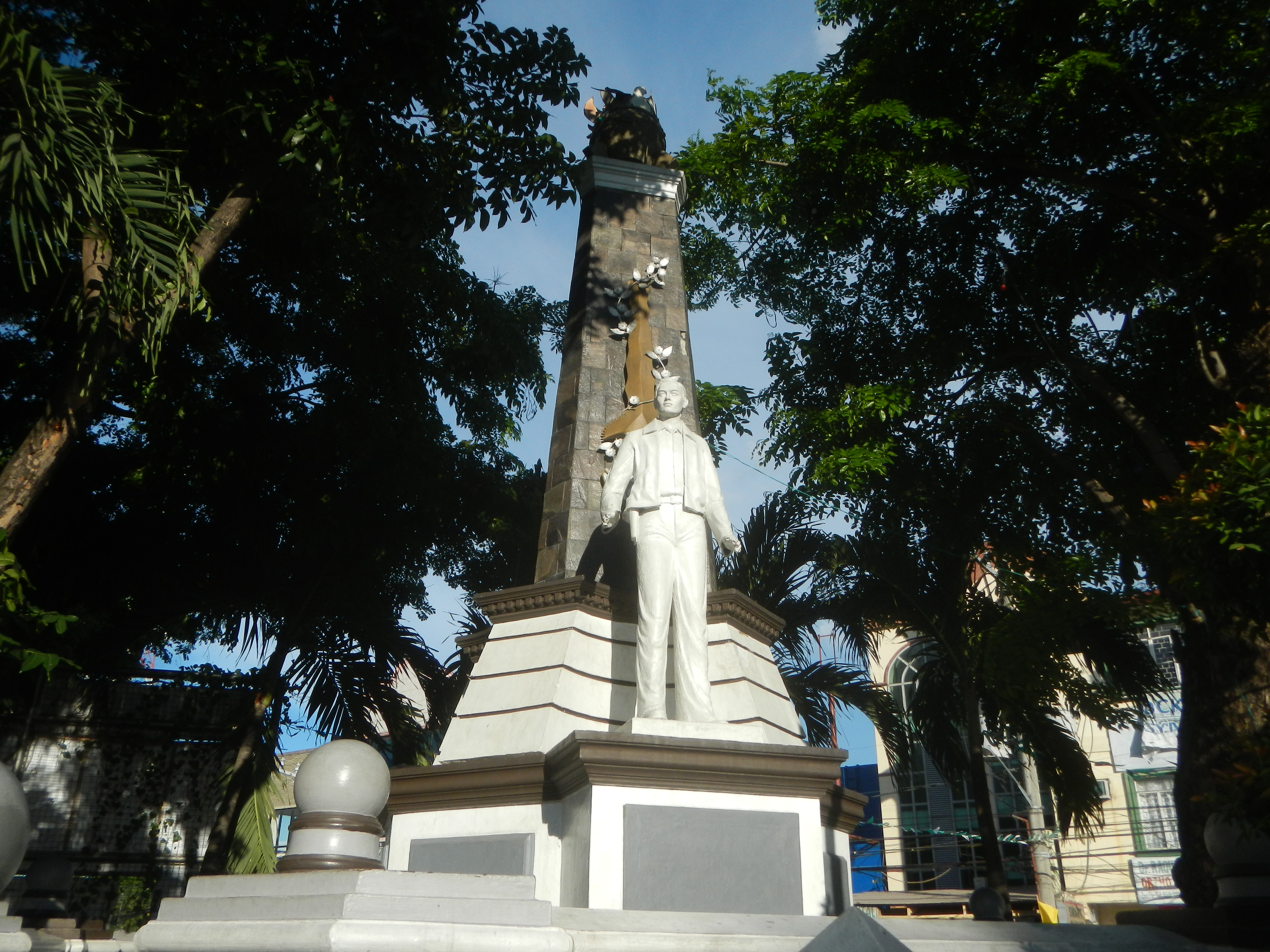
Пам'ятник Хосе Рісалю